# Zdzisław Kapka
Zdzisław Ryszard Kapka (Cracovia, Polonia, 7 de diciembre de 1954) es un exfutbolista y actual dirigente deportivo polaco. En su etapa como jugador profesional se desempeñaba como delantero. Actualmente se desempeña como director deportivo del Wisła Cracovia.

## Selección nacional
Fue internacional con la selección polaca en 14 ocasiones y convirtió un gol. Formó parte de la selección que obtuvo el tercer lugar en la Copa del Mundo de 1974.

### Participaciones en Copas del Mundo
| Mundial                        | Sede             | Resultado    | Partidos | Goles |
| ------------------------------ | ---------------- | ------------ | -------- | ----- |
| Copa Mundial de Fútbol de 1974 | Alemania Federal | Tercer lugar | 1        | 0     |

### Participaciones en Eurocopas
| Copa                    | Sede   | Resultado    |
| ----------------------- | ------ | ------------ |
| Eurocopa Sub-18 de 1972 | España | Tercer lugar |

## Clubes
| Club                       | País           | Año       |
| -------------------------- | -------------- | --------- |
| Wisła Cracovia             | Polonia        | 1971-1983 |
| Pittsburgh Spirit (indoor) | Estados Unidos | 1983-1986 |
| Wisła Cracovia             | Polonia        | 1987      |

## Palmarés

### Campeonatos nacionales
| Título      | Club           | País    | Año  |
| ----------- | -------------- | ------- | ---- |
| Ekstraklasa | Wisła Cracovia | Polonia | 1978 |

### Distinciones individuales
| Distinción                        | Año  |
| --------------------------------- | ---- |
| Máximo goleador de la Ekstraklasa | 1974 |